# Thecomyia limbata
Thecomyia limbata är en tvåvingeart som först beskrevs av Christian Rudolph Wilhelm Wiedemann 1819.  Thecomyia limbata ingår i släktet Thecomyia och familjen kärrflugor. Inga underarter finns listade i Catalogue of Life.